# وانگ ساناک
این یک نام کره‌ای است؛ نام خانوادگی وانگ است.
وانگ ساناک (کره‌ای: 왕산악; هانجا: 王山岳)، نخست‌وزیر امپراتوری گوگوریو در زمان سلطنت پادشاه یانگ‌وون بود.
بر اساس سامگوک ساگی نوشته شده، گومونگو توسط او با استفاده از فرم ساز چینی باستان گوچین (همچنین «چیلهیونگوم»، به معنای «هفت سیم» نامیده می‌شود) اختراع شد. پس از مرگ او، این ساز به «اوک بوگو»، «سون میونگدوک»، «گوی گوم»، «آن جانگ»، «چونگ جانگ» و «گوک جونگ» رسید، و به‌طور گسترده در قلمرو امپراتوری گوگوریو پخش شد.